# 12 juli
12 juli är den 193:e dagen på året i den gregorianska kalendern (194:e under skottår). Det återstår 172 dagar av året.

## Återkommande bemärkelsedagar

### Nationaldagar
- Kiribatis nationaldag (till minne av självständigheten från Storbritannien denna dag 1979)
- São Tomé och Príncipes nationaldag (till minne av självständigheten från Portugal denna dag 1975)

## Namnsdagar

### I den svenska almanackan
- Nuvarande – Herman och Hermine
- Föregående i bokstavsordning
  - Hanne – Namnet infördes på dagens datum 1986, men utgick 1993.
  - Hermagoras – Namnet fanns, till minne av en norditaliensk biskop och martyr, på dagens datum före 1765, då det utgick till förmån för Herman.
  - Herman – Namnet infördes på dagens datum 1765 och har funnits där sedan dess.
  - Hermine – Namnet infördes på dagens datum 1986 och har funnits där sedan dess.
- Föregående i kronologisk ordning
  - Före 1765 – Hermagoras
  - 1765–1900 – Herman
  - 1901–1985 – Herman
  - 1986–1992 – Herman, Hanne och Hermine
  - 1993–2000 – Herman och Hermine
  - Från 2001 – Herman och Hermine
- Källor
  - Brylla, Eva (red.): Namnlängdsboken, Norstedts ordbok, Stockholm, 2000. ISBN 91-7227-204-X
  - af Klintberg, Bengt: Namnen i almanackan, Norstedts ordbok, Stockholm, 2001. ISBN 91-7227-292-9

### Finlandssvenska almanackan
- Nuvarande från 1929[1] – Herman
- I föregående revideringar[a][2]
  - inga ändringar sedan 1929

## Händelser
- 526 – Sedan Johannes I har avlidit 18 maj väljs Felix IV till påve. Johannes har avlidit i fängelse, där han har spärrats in av den ostrogotiske kungen Theoderik den store och det är också Theoderik som lyfter fram Felix som påvekandidat. Under sitt pontifikat kan Felix dra nytta av att stå i Theoderiks och sedan hans efterträdare Amalasunthas gunst och utfärdar ett edikt om kyrkans jurisdiktionsrätt, som innebär att om någon utanför kyrkan begår ett brott mot en person inom kyrkan ska målet föras till kyrklig domstol och om straffet blir böter ska dessa tillfalla de fattiga, via påven. Innan han dör 530 utser han Bonifatius II till sin efterträdare.
- 927 – Sedan den anglosaxiske kungen Æthelstan den ärorike har besegrat det sista vikingariket på Brittiska öarna (York) enar han de sju kungarikena till det enade kungariket England. Samtidigt får han ett löfte av kung Konstantin II av Skottland om att denne inte ska alliera sig med vikingar mot England och därmed kan man börja bygga upp det engelska kungariket utan hot utifrån. Detta är därför det närmaste England kommer att ha ett ”födelsedatum”.
- 1191 – Den ayyubidiske befälhavaren Saladins garnison på fästningen i Akko (i nuvarande Israel) kapitulerar till den franske kungen Filip II August efter att de kristna styrkorna har belägrat borgen i två år. Det har då bara gått fyra år sedan de kristna erövrade fästningen från muslimerna och trots att det är de kristna som är belägrarna och muslimerna de belägrade, har det blivit en av de blodigaste händelserna under det tredje korståget, då de kristna har förlorat över 13 000 av sina totalt 25 000 man på belägringen. Detta är också första gången som kungen av Jerusalem personligen har blivit tvungen att delta i försvaret av det heliga landet.
- 1561 – Vasilijkatedralen i Moskva invigs efter en byggtid på sex år. Den har beställts av tsar Ivan den förskräcklige till minne av den ryska erövringen av Kazan 1552 och Astrakhan 1556. Katedralen markerar Moskvas geometriska centrum och är idag ett av stadens mer välkända landmärken. Under sovjettiden blir den 1929 sekulariserad och upptas sedan 1990 på Unescos världsarvslista.
- 1568 – Hertigarna Johan och Karl inleder ett uppror mot sin halvbror, den svenske kungen Erik XIV. Erik har länge varit psykiskt instabil och det faktum att han en vecka tidigare officiellt har gift sig med sin frilla Karin Månsdotter och låtit kröna henne till Sveriges drottning blir den utlösande faktorn till upproret. Många adelsmän ställer sig på hertigarnas sida, då adeln under Eriks regeringstid i många fall har ansett sig förfördelad. Upproret tar två och en halv månad och i slutet av tredje kvartalet intar hertigarna Stockholm och avsätter Erik, varpå Johan utropas till Sveriges nye kung med namnet Johan III.
- 1621 – Luleå stad inrättas
- 1691 – Sedan Alexander VIII har avlidit den 1 februari väljs Antonio Pignatelli till påve och tar namnet Innocentius XII. Hans pontifikat varar i nio år (till hans död 1700) och under det utfärdar han dels en bulla mot nepotism, dels upphäver han de gallikanska friheterna, som sedan 1682 har begränsat påvens handlingsfrihet.
- 1730 – Sedan Benedictus XIII har avlidit den 23 februari väljs Lorenzo Corsini till påve och tar namnet Clemens XII. Hans pontifikat varar till hans död 1740, under vilket han mest genomför estetiska förbättringar i Rom, då han bland annat låter bygga en ny fasad på Lateranbasilikan och låter påbörja byggandet av Fontana di Trevi.
- 1789 – Dagen efter att den franske kungen Ludvig XVI har avskedat finansministern Jacques Necker håller politikern Camille Desmoulins ett tal i Paris, där han uppmanar folket att ta till vapen, för att rädda fosterlandet. Han är inspirerad av det missnöje, som har börjat gro efter avskedandet och det faktum att många trupper, däribland många utländska, på sistone har blivit stationerade i staden, har börjat leda till rykten om att de som går emot kungens vilja ska avrättas. Hans tal inspirerar stora människoskaror i staden att beväpna sig, vilket de gör under den 12 och 13 juli och dagen därefter inleds den franska revolutionen med stormningen av Bastiljen.
- 1806 – Genom ett avtal undertecknat i Paris låter den franske kejsaren Napoleon I grunda det så kallade Rhenförbundet, som en federation mellan sexton olika tyska stater, vilka i princip blir marionettkungadömen till det franska kejsardömet. Den 1 augusti utträder de alla formellt ur det tysk-romerska riket och eftersom de har utgjort huvuddelen av det tvingas den tysk-romerske kejsaren Frans II efter ett ultimatum från Napoleon den 6 augusti upplösa det gamla kejsardömet, som i en eller annan form har existerat i ungefär ett årtusende (sedan 800). När Napoleon några år senare är på väg att bli besegrad låter hans allierade motståndare upplösa Rhenförbundet den 4 november 1813, varpå följer ett och ett halvt års politiskt kaos i de tyskspråkiga områdena, innan det Tyska förbundet grundas den 8 juni 1815.
- 1908 – Natten mellan 11 och 12 juli utför de tre arbetslösa ungsocialisterna Algot Rosberg, Anton Nilson och Alfred Stern det så kallade Amaltheadådet i hamnen i Malmö, då de detonerar en bomb vid fartygssidan av Amalthea, där brittiska strejkbrytare är huserade. Arbetaren Walter Close omkommer och 23 personer skadas i attentatet, som får stor uppmärksamhet i hela Sverige – till och med kung Gustaf V besöker de skadade arbetarna. De tre attentatsmännen grips snart och Rosberg och Nilson döms båda till döden, medan Stern döms till livstids straffarbete. Även Rosbergs och Nilsons domar omvandlas emellertid till livstids straffarbete. Före 1910-talets utgång har dock samtliga tre blivit släppta och Nilson lever sedan till 101 års ålder och dör först 1989.
- 1910 – Den brittiske flygaren Charles Stewart Rolls, den ene av grundarna av motorbolaget Rolls-Royce Motor Cars, omkommer när han havererar med sitt flygplan nära brittiska Bournemouth. Han blir därmed den förste brittiske piloten som omkommer i en flygolycka. Det sägs ofta att i och med hans död ändras färgen på Rolls-Royce-emblemets sammanflätade R-bokstäver från röd till svart. Det stämmer inte. Färgen ändras först 1933 för att ge bilarna ett mer sobert uttryck.
- 1920 – Ryska sovjetrepubliken sluter ett fredsavtal med Litauen i Moskva, där Ryssland erkänner Litauens självständighet,[3] i utbyte mot att ryska trupper får röra sig fritt över litauiskt territorium och att Litauen förhåller sig neutralt under det pågående polsk-sovjetiska kriget. Avtalet reglerar också Litauens östra gräns och under mellankrigstiden hävdar Litauen denna gränsdragning, även om en stor del av östra Litauen befinner sig i polska händer (däribland huvudstaden Vilnius).
- 1975 – Ögruppen São Tomé och Príncipe utanför Afrikas sydvästkust blir självständigt från Portugal. Självständigheten har delvis påskyndats av nejlikerevolutionen i Portugal och i november året före har man kommit överens om hur makten över kolonin ska övergå från portugisiska myndigheter till de egna innevånarna.
- 1979 – Stillahavsögruppen Kiribati blir självständigt från Storbritannien efter att ha varit brittiskt protektorat sedan 1892. Senare samma år överlämnar USA även Phoenixöarna och Linjeöarna till det nya landet och därmed kommer landet att bestå av dessa ögrupper och Gilbertöarna samt den isolerade ön Banaba.
- 2006
  - Den libanesiska organisationen Hizbollah beskjuter norra Israel med raketer och kidnappar två israeliska soldater, vilket blir inledningen på ett månadslångt krig mellan Libanon och Israel. Hizbollah kräver att Israel ska frige libanesiska fångar i utbyte mot de kidnappade soldaterna, men Israel svarar med att bombardera och invadera södra Libanon och sätta landet i blockad. En vapenvila framtvingas av FN den 14 augusti och under de följande veckorna avvecklas konflikten, då Israel drar tillbaka sina trupper och häver blockaden.
  - Vraket efter det tyska hangarfartyget Graf Zeppelin återupptäcks cirka 55 km utanför Polens kust. Fartyget beställdes före andra världskriget, men blev aldrig färdigbyggt och användes därmed inte under kriget. Det sänktes vid övningar 1947 utanför Świnoujście, men platsen har dittills varit okänd och det dröjer också två veckor efter återupptäckten, innan den polska flottan kan bekräfta, att det verkligen är Graf Zeppelin man har hittat.

## Födda
- 1698 – Fredrik Gyllenborg, svensk greve och politiker
- 1730 – Josiah Wedgwood, brittisk keramiker och industriman
- 1807 – Andrew Horatio Reeder, amerikansk demokratisk politiker, guvernör i Kansasterritoriet 1854–1855
- 1817 – Henry David Thoreau, amerikansk författare, naturalist, transcendentalist, skattemotståndare, utvecklingskritiker och filosof
- 1819 – Wilhelmina Fundin, svensk operasångare
- 1824 – Eugène Boudin, fransk landskapsmålare
- 1837 – Jacob Jonathan Aars, norsk skolman
- 1849 – William Osler, kanadensisk läkare
- 1850 – Newell Sanders, amerikansk affärsman och republikansk politiker, senator för Tennessee 1912–1913
- 1854 – George Eastman, amerikansk uppfinnare
- 1862 – Emil Gustafson, svensk predikant och författare inom Helgelseförbundet
- 1868 – Stefan George, tysk poet
- 1870 – Ludvig II, furste av Monaco från 1922
- 1872 – Emil Hácha, tjeckoslovakisk jurist och politiker, Tjeckoslovakiens president 1938–1939
- 1873 – Oscar von Sydow, svensk politiker och ämbetsman, Sveriges statsminister 1921, riksmarskalk 1934-1936
- 1877 – Arthur Hyde, amerikansk republikansk politiker, guvernör i Missouri 1921–1925, USA:s jordbruksminister 1929–1933
- 1880 – Tod Browning, amerikansk filmregissör och skådespelare
- 1884 – Amedeo Modigliani, italiensk målare, skulptör och tecknare
- 1889 – Nils Ekstam, svensk skådespelare
- 1891 – Yngve Brilioth, svensk teolog och präst, biskop i Växjö stift 1938–1950 och ärkebiskop i Uppsala stift 1950–1958
- 1895 – Buckminster Fuller, amerikansk visionär, formgivare, arkitekt, uppfinnare och författare
- 1897 – Josef Högstedt, svensk författare och poet med pseudonymen Pälle Näver
- 1903 – Julius Sjögren, svensk skådespelare
- 1904 – Pablo Neruda, född Neftali Reyes, chilensk poet, författare, diplomat och politiker, mottagare av Nobelpriset i litteratur 1971
- 1905 – John, brittisk prins
- 1908 – Milton Berle, amerikansk manusförfattare, kompositör, komiker och skådespelare
- 1911 – Saga Sjöberg, svensk skådespelare och sångare
- 1913 – Willis E. Lamb, amerikansk fysiker, mottagare av Nobelpriset i fysik 1955
- 1922 – Mark Hatfield, amerikansk republikansk politiker, guvernör i Oregon 1959–1967, senator för samma delstat 1967-1997
- 1928 – Elias James Corey, amerikansk kemist, mottagare av Nobelpriset i kemi 1990
- 1932 – Ursula Richter, svensk radioproducent och programledare
- 1933 – Donald E. Westlake, amerikansk deckarförfattare
- 1934 – Ulf Schmidt, svensk tennisspelare
- 1935 – Satoshi Ōmura, japansk biokemist och mikrobiolog, mottagare av Nobelpriset i fysiologi eller medicin 2015
- 1937
  - Bill Cosby, amerikansk skådespelare, komiker, regissör, filmproducent och författare
  - Lionel Jospin, fransk politiker, premiärminister 1997–2002
- 1942 – Leif "Loket" Olsson, svensk TV-programledare och handbollsdomare
- 1944 – Ulf Stark, svensk författare
- 1947
  - Anders Ljungberg, fotbollsspelare, kopia av Svenska Dagbladets guldmedalj
  - Anne Marie Løn, dansk författare
- 1948 – Ben Burtt, amerikansk ljudtekniker
- 1950 – Eric Carr, amerikansk musiker, medlem i rockgruppen KISS
- 1951
  - Brian Grazer, amerikansk manusförfattare och filmproducent
  - Cheryl Ladd, amerikansk skådespelare
- 1953 – John Ausonius, svensk seriemördare, känd som Lasermannen
- 1954
  - Marika Lagercrantz, svensk skådespelare
  - Betty McCollum, amerikansk demokratisk politiker
- 1955 – Nina Gunke, svensk skådespelare
- 1956
  - Didi Petet, indonesisk skådespelare
  - Gregg L. Semenza, amerikansk läkare, mottagare av Nobelpriset i fysiologi eller medicin 2019
- 1957
  - Rick Husband, amerikansk astronaut
  - Adolfo Urso, italiensk politiker
- 1959 – Charlie Murphy, amerikansk skådespelare och författare
- 1961 – Christer ”Kaka” Karlsson, svensk bandyspelare
- 1962 – Sari Mällinen, finländsk skådespelare
- 1967 – John Petrucci, amerikansk musiker, gitarrist i gruppen Dream Theater
- 1970 – Aure Atika, fransk-marockansk skådespelare
- 1974 – Sharon den Adel, nederländsk sångare och låtskrivare, frontkvinna i gruppen Within Temptation
- 1976
  - Anna Friel, brittisk skådespelare
  - Dan Boyle, kanadensisk ishockeyspelare
  - Kyrsten Sinema, amerikansk politiker
- 1978 – Topher Grace, amerikansk skådespelare
- 1984 – Gareth Gates, brittisk sångare
- 1985 – Rob Menendez, amerikansk demokratisk politiker
- 1991 – Erik Per Sullivan, amerikansk skådespelare
- 1995 – Kevin Eires, svensk sångare, låtskrivare och gitarrist med artistnamnet Yohio
- 1996 – Adam Buksa, polsk fotbollsspelare
- 1997 – Malala Yousafzai, pakistansk utbildningsaktivist, mottagare av Nobels fredspris 2014
- 2002 – Nico Williams, spansk fotbollsspelare

## Avlidna
- 1122 – Sybilla av Normandie, Skottlands drottning
- 1292 – Kinga, ungersk nunna och helgon, storhertiginna av Polen
- 1429 – Jean Gerson, 65, fransk teolog, mystiker, politiker och författare
- 1536 – Erasmus av Rotterdam, 69, nederländsk humanist
- 1682 – Jean Picard, 61, fransk astronom
- 1702 – Bengt Gabrielsson Oxenstierna, 78, svensk greve, diplomat, ämbetsman och riksråd samt kanslipresident
- 1705 – Titus Oates, 55, engelsk konspirationsteoretiker och menedare
- 1712 – Richard Cromwell, 85, lordprotektor över England, Skottland och Irland
- 1838 – Ezra Butler, 74, amerikansk politiker, guvernör i Vermont
- 1855 – Pavel Nachimov, 53, rysk amiral
- 1901 – Richard B. Hubbard, 68, amerikansk demokratisk politiker och diplomat, guvernör i Texas
- 1910 – Charles Stewart Rolls, 32, brittisk ingenjör, biltävlingsförare, ballongflygare, pilot och biltillverkare
- 1917 – Hugo Simberg, 44, finländsk målare, grafiker och skulptör
- 1921 – Harry Hawker, 32, australisk flygpionjär och företagare
- 1923 – William P. Dillingham, 79, amerikansk republikansk politiker, guvernör i Vermont och senator för samma delstat
- 1925 – Sebastian Gripenberg, 75, finländsk arkitekt, senator och bankdirektör
- 1926 – Gertrude Bell, 57, brittisk arkeolog, författare, spion och administratör
- 1931 – Nathan Söderblom, 65, svensk teolog, ärkebiskop i Uppsala stift, mottagare av Nobels fredspris 1930, ledamot av Svenska Akademien
- 1935 – Alfred Dreyfus, 75, fransk judisk officer, huvudperson i Dreyfusaffären
- 1942 – Thomas F. Bayard Jr., 74, amerikansk demokratisk politiker, senator för Delaware
- 1949 – Douglas Hyde, 89, irländsk politiker och författare, Irlands president
- 1982 – Kenneth More, 67, brittisk skådespelare
- 1994 – Signhild Björkman, 87, svensk skådespelare
- 1996 – Gottfried von Einem, 78, österrikisk kompositör
- 1997 – Ragna Breda, 91, norsk skådespelare
- 2008 – Tony Snow, 53, amerikansk journalist och talskrivare, pressekreterare i Vita huset
- 2010
  - Harvey Peker, 70, amerikansk författare
  - Tuli Kupferberg, 86, amerikansk poet och musiker, medlem i The Fugs
- 2011
  - Ahmad Wali Karzai, afghansk politiker, bror till Hamid Karzai
  - Sherwood Schwartz,  94, amerikansk TV-producent
- 2014 – Kenneth J. Gray, 89, amerikansk demokratisk politiker
- 2015 – Bosse Larsson, 81, svensk TV-programledare